# Thomas Meunier
Thomas André A. Meunier (Sainte-Ode, Bélgica, 12 de septiembre de 1991) es un futbolista belga que juega de defensa en el Lille O. S. C. de la Ligue 1.

## Selección nacional
Es internacional con la selección de fútbol de Bélgica.
Fue convocado a la Eurocopa 2016, realizada en Francia.
El 31 de agosto de 2017 le marcó un triplete a Gibraltar en un triunfo por 9-0 por la clasificación mundialista.
El 4 de junio de 2018 fue incluido por Roberto Martínez en la lista de veintitrés jugadores a disputar el Mundial de Rusia, donde tuvo un buen rendimiento.

### Participaciones en Copas del Mundo
| Mundial                        | Sede  | Resultado    |
| ------------------------------ | ----- | ------------ |
| Copa Mundial de Fútbol de 2018 | Rusia | Tercer lugar |
| Copa Mundial de Fútbol de 2022 | Catar | Primera fase |

### Participaciones en Eurocopas
| Eurocopa      | Sede     | Resultado        |
| ------------- | -------- | ---------------- |
| Eurocopa 2016 | Francia  | Cuartos de final |
| Eurocopa 2020 | Europa   | Cuartos de final |
| Eurocopa 2024 | Alemania | Octavos de final |

## Estadísticas

### Clubes
Actualizado al último partido disputado el 1 de noviembre de 2024.
| Club | Div.                | Temporada           | Liga  | Liga  | Liga   | Copas nacionales(1) | Copas nacionales(1) | Copas nacionales(1) | Torneos internacionales(2) | Torneos internacionales(2) | Torneos internacionales(2) | Total | Total | Total  |
| Club | Div.                | Temporada           | Part. | Goles | Asist. | Part.               | Goles               | Asist.              | Part.                      | Goles                      | Asist.                     | Part. | Goles | Asist. |
| --- | ------------------- | ------------------- | ----- | ----- | ------ | ------------------- | ------------------- | ------------------- | -------------------------- | -------------------------- | -------------------------- | ----- | ----- | ------ |
| R. E. Virton · Bélgica | 2.ª                 | 2008-09             | 5     | 0     | 0      | —                   | —                   | —                   | —                          | —                          | —                          | 5     | 0     | 0      |
| R. E. Virton · Bélgica | Total club          | Total club          | 5     | 0     | 0      | 0                   | 0                   | 0                   | 0                          | 0                          | 0                          | 5     | 0     | 0      |
| Club Brujas · Bélgica | 1.ª                 | 2011-12             | 35    | 3     | 4      | 2                   | 1                   | 1                   | 12                         | 1                          | 1                          | 49    | 5     | 6      |
| Club Brujas · Bélgica | 1.ª                 | 2012-13             | 21    | 4     | 2      | 1                   | 0                   | 0                   | 6                          | 0                          | 0                          | 28    | 4     | 2      |
| Club Brujas · Bélgica | 1.ª                 | 2013-14             | 32    | 3     | 1      | 1                   | 0                   | 0                   | —                          | —                          | —                          | 33    | 3     | 1      |
| Club Brujas · Bélgica | 1.ª                 | 2014-15             | 30    | 2     | 4      | 5                   | 0                   | 3                   | 11                         | 0                          | 0                          | 46    | 2     | 7      |
| Club Brujas · Bélgica | 1.ª                 | 2015-16             | 31    | 3     | 4      | 5                   | 1                   | 1                   | 6                          | 2                          | 1                          | 42    | 6     | 6      |
| Club Brujas · Bélgica | Total club          | Total club          | 149   | 15    | 15     | 14                  | 2                   | 5                   | 35                         | 3                          | 2                          | 198   | 20    | 22     |
| París Saint-Germain Francia | 1.ª                 | 2016-17             | 22    | 1     | 4      | 8                   | 0                   | 1                   | 6                          | 1                          | 2                          | 36    | 2     | 7      |
| París Saint-Germain Francia | 1.ª                 | 2017-18             | 24    | 4     | 3      | 9                   | 1                   | 2                   | 1                          | 0                          | 0                          | 34    | 5     | 5      |
| París Saint-Germain Francia | 1.ª                 | 2018-19             | 22    | 3     | 4      | 4                   | 1                   | 1                   | 5                          | 1                          | 2                          | 31    | 5     | 7      |
| París Saint-Germain Francia | 1.ª                 | 2019-20             | 16    | 0     | 1      | 5                   | 0                   | 1                   | 5                          | 1                          | 0                          | 26    | 1     | 2      |
| París Saint-Germain Francia | Total               | Total               | 84    | 8     | 12     | 26                  | 2                   | 5                   | 17                         | 3                          | 4                          | 127   | 13    | 21     |
| Borussia Dortmund · Alemania | 1.ª                 | 2020-21             | 21    | 1     | 0      | 5                   | 0                   | 0                   | 7                          | 0                          | 0                          | 33    | 1     | 0      |
| Borussia Dortmund · Alemania | 1.ª                 | 2021-22             | 17    | 3     | 2      | 2                   | 0                   | 0                   | 7                          | 0                          | 0                          | 25    | 3     | 2      |
| Borussia Dortmund · Alemania | 1.ª                 | 2022-23             | 10    | 0     | 0      | 2                   | 0                   | 0                   | 4                          | 0                          | 1                          | 16    | 0     | 1      |
| Borussia Dortmund · Alemania | 1.ª                 | 2023-24             | 8     | 0     | 0      | 0                   | 0                   | 0                   | 0                          | 0                          | 0                          | 8     | 0     | 0      |
| Borussia Dortmund · Alemania | Total club          | Total club          | 56    | 4     | 2      | 9                   | 0                   | 0                   | 18                         | 0                          | 1                          | 83    | 4     | 3      |
| Trabzonspor Turquía | 1.ª                 | 2023-24             | 14    | 1     | 5      | 5                   | 0                   | 2                   | —                          | —                          | —                          | 19    | 1     | 7      |
| Trabzonspor Turquía | Total club          | Total club          | 14    | 1     | 5      | 5                   | 0                   | 2                   | 0                          | 0                          | 0                          | 19    | 1     | 7      |
| Lille O. S. C. Francia | 1.ª                 | 2024-25             | 10    | 1     | 0      | 0                   | 0                   | 0                   | 7                          | 0                          | 1                          | 17    | 1     | 1      |
| Lille O. S. C. Francia | Total club          | Total club          | 10    | 1     | 0      | 0                   | 0                   | 0                   | 7                          | 0                          | 1                          | 17    | 1     | 1      |
| Total en su carrera | Total en su carrera | Total en su carrera | 318   | 29    | 34     | 54                  | 4                   | 12                  | 77                         | 6                          | 8                          | 449   | 39    | 54     |
| (1) Incluye datos de la Copa de Bélgica, Copa de Francia, Copa de la Liga de Francia, Supercopa de Francia y Copa de Turquía. (2) Incluye datos de la Liga de Campeones de la UEFA y Liga Europa de la UEFA. |                     |                     |       |       |        |                     |                     |                     |                            |                            |                            |       |       |        |

### Selección
Actualizado al 27 de marzo de 2018.
| Sub-15 · Bélgica | 2006          | 1  | 0 | 0 | —  | — | — | —  | — | — | 1  | 0 | 0  |
| Sub-15 · Bélgica | Total         | 1  | 0 | 0 | 0  | 0 | 0 | 0  | 0 | 0 | 1  | 0 | 0  |
| Sub-21 · Bélgica | 2011          | 1  | 0 | 0 | 4  | 1 | 0 | —  | — | — | 5  | 1 | 0  |
| Sub-21 · Bélgica | 2012          | 1  | 0 | 0 | 1  | 0 | 0 | —  | — | — | 2  | 0 | 0  |
| Sub-21 · Bélgica | Total         | 2  | 0 | 0 | 5  | 1 | 0 | 0  | 0 | 0 | 7  | 1 | 0  |
| Absoluta · Bélgica | 2013          | 2  | 0 | 0 | —  | — | — | —  | — | — | 2  | 0 | 0  |
| Absoluta · Bélgica | 2014          | 1  | 0 | 0 | 0  | 0 | 0 | —  | — | — | 1  | 0 | 0  |
| Absoluta · Bélgica | 2015          | 0  | 0 | 0 | 2  | 0 | 0 | —  | — | — | 2  | 0 | 0  |
| Absoluta · Bélgica | 2016          | 2  | 0 | 0 | 4  | 0 | 1 | 4  | 1 | 1 | 10 | 1 | 2  |
| Absoluta · Bélgica | 2017          | 2  | 0 | 0 | —  | — | — | 4  | 4 | 6 | 6  | 4 | 6  |
| Absoluta · Bélgica | 2018          | 6  | 0 | 0 | 4  | 0 | 2 | 5  | 1 | 2 | 15 | 1 | 4  |
| Absoluta · Bélgica | 2019          | —  | — | — | 4  | 1 | 0 | —  | — | — | 4  | 1 | 0  |
| Absoluta · Bélgica | Total         | 13 | 0 | 0 | 14 | 1 | 3 | 13 | 6 | 9 | 40 | 7 | 12 |
| Total carrera | Total carrera | 16 | 0 | 0 | 19 | 2 | 3 | 13 | 6 | 9 | 48 | 8 | 12 |
| (1) Incluye los partidos de Eurocopa y fases clasificatorias europeas. (2) Incluye los partidos de Copa del Mundo y clasificación mundialista. |               |    |   |   |    |   |   |    |   |   |    |   |    |

## Palmarés

### Campeonatos nacionales
| Título               | Club                | País     | Año     |
| -------------------- | ------------------- | -------- | ------- |
| Copa de Bélgica      | Club Brujas         | Bélgica  | 2014-15 |
| Supercopa de Francia | París Saint-Germain | Francia  | 2016    |
| Copa de la Liga      | París Saint-Germain | Francia  | 2016-17 |
| Copa de Francia      | París Saint-Germain | Francia  | 2015-17 |
| Supercopa de Francia | París Saint-Germain | Francia  | 2017    |
| Copa de la Liga      | París Saint-Germain | Francia  | 2017-18 |
| Ligue 1              | París Saint-Germain | Francia  | 2017-18 |
| Copa de Francia      | París Saint-Germain | Francia  | 2017-18 |
| Supercopa de Francia | París Saint-Germain | Francia  | 2018    |
| Ligue 1              | París Saint-Germain | Francia  | 2018-19 |
| Supercopa de Francia | París Saint-Germain | Francia  | 2019    |
| Ligue 1              | París Saint-Germain | Francia  | 2019-20 |
| Copa de Alemania     | Borussia Dortmund   | Alemania | 2020-21 |